# Leo August Pochhammer
Leo August Pochhammer nemški matematik, * 25. avgust, 1841, Stendal, Nemčija, † 24. marec 1920, Kiel, Nemčija.

## Delo
Pochammer je znan po svojem delu na področju specialnih funkcij. Vpeljal je Pochhammerjev simbol: 
{\displaystyle (\alpha )^{n}={\frac {\Gamma (\alpha +n)}{\Gamma (\alpha )}}\!\,,}
ki se največ uporablja pri zapisu hipergeometričnih funkcij.
Doktroriral je leta 1863 na Univerzi v Berlinu pod Kummerjevim in Ohmovim mentorstvom.
Leta 1876 je napisal dva pomembna članka o teoriji elastičnosti, kjer je analiziral nihanja krožnega valja, obravnaval upogibanje nosilca pod vplivom sil porazdeljenih po njegovi bočni površini in razširil svojo metodo na nosilec v obliki votlega valja.